# Polyporus gayanus
Polyporus gayanus är en svampart som beskrevs av Lév. 1846. Polyporus gayanus ingår i släktet Polyporus och familjen Polyporaceae.   Inga underarter finns listade i Catalogue of Life.